# 劉應熊
劉應熊（1516年—1565年），字體陽，號抑軒，陝西鞏昌府隴西縣人，軍籍，明朝政治人物。

## 生平
嘉靖十六年（1537年）丁酉科陝西鄉試第四名舉人。嘉靖二十年（1541年）中式辛丑科會試第二百五十八名，登第三甲第一百六十三名進士。授河南嵩縣知縣，嘉靖二十六年（1547年）選廣東道監察御史。出按河東，久之，以星變罷諸臺諫，應熊時巡歴澤潞，夕聞報，朝即治裝歸，歸而課耕蓮峯之陽，不與外事，一日無疾而卒，年五十。

## 家族
曾祖劉政；祖父劉仲溫，衛經歷；父劉鉞，知縣。母馬氏。慈侍下。